# Cyclea hypoglauca
Cyclea hypoglauca är en tvåhjärtbladig växtart som först beskrevs av Johannes Conrad Schauer, och fick sitt nu gällande namn av Friedrich Ludwig Diels. Cyclea hypoglauca ingår i släktet Cyclea och familjen Menispermaceae. Inga underarter finns listade i Catalogue of Life.